# Alexei Wladimirowitsch Wdowin
Alexei Wladimirowitsch Wdowin (russisch Алексей Владимирович Вдовин; * 17. Juni 1963 in Pensa; † 21. Juli 2022) war ein sowjetischer Wasserballspieler.

## Leben
Alexei Wdowin wurde 1982 Weltmeister mit der sowjetischen Nationalmannschaft. Bei der Europameisterschaft 1991 gewann er mit dem Team Bronze und bei den Olympischen Spielen 1992 in Barcelona gelang ihm selbiges mit dem Vereinten Team.
Zudem war er Verdienter Meister des Sports der UdSSR.